# Epiniac
Epiniac è un comune francese di 1 367 abitanti situato nel dipartimento dell'Ille-et-Vilaine nella regione della Bretagna.

## Storia
Nel 1794, l'antico comune di Saint-Léonard fu unito a Epiniac.

## Luoghi e monumenti
- Abbazia di Notre-Dame de la Vieuville.
- Castello des Ormes, XVI secolo, esterno visitabile da Pasqua a settembre.

## Società

### Evoluzione demografica
Abitanti censiti